# Interstate 84 (Pensilvânia–Massachusetts)
Interstate 84 (I-84) é uma rodovia interestadual no nordeste dos Estados Unidos, que passa de oeste a leste pela Pensilvânia, Nova Iorque, Connecticut e Massachusetts. A rodovia se estende de Dunmore, Pensilvânia, perto de Scranton, em um cruzamento com a I-81, a leste de Sturbridge, Massachusetts, em um cruzamento com a Massachusetts Turnpike (I-90). Entre as principais cidades pelas quais a estrada passa está Hartford, Connecticut, e a estrada fornece uma parte importante da rota principal entre a cidade de Nova Iorque e Boston. Outra rodovia chamada I-84 está localizada no noroeste dos Estados Unidos.

## História

### Rota da década de 1970 a leste de Hartford
Uma rodovia ligando Hartford e Providence foi apresentada pela primeira vez em 1944 como uma melhoria da US 6 de Manchester até a divisa do estado de Rhode Island. O plano acabou sendo adaptado para ser apresentado ao Federal-Aid Highway Act of 1956, mas foi recusado. Ele foi reapresentado no plano de 1968 e foi concedido juntamente com outras 2.400 km (1.500 milhas) de interestaduais.
A rodovia foi primeiramente designada como Interstate 82 (I-82), mas logo depois foi alterada para sua conhecida designação, Interstate 84 (I-84). De 1970 a 1973, os primeiros segmentos da rodovia começaram a ser construídos, o segmento agora designado como I-384 e o Willimantic Bypass. Quando esses segmentos isolados foram concluídos, eles foram designados para a futura Interstate, bem diferente das placas atuais. As placas permaneceram no Willimantic Bypass até uma década após o cancelamento do projeto.
A I-84 planejada também incorporaria uma interseção de trevo com a I-295 em Johnston, Rhode Island, e usaria a Dennis J. Roberts Expressway em construção e a Huntington Expressway construída para Providence antes de o projeto ser arquivado. Por pouco tempo, houve uma ideia de usar a parte sul/não usada da rodovia para a Interstate 184 (I-184), mas ela foi reprovada pela FHA.

### Relação com a I-86
A seção da I-84 entre East Hartford, Connecticut, (no atual entroncamento com a I-384) e Sturbridge, Massachusetts, (I-90) foi sinalizada no final dos anos 1970 e início dos anos 1980 como I-86 (sem relação com a atual I-86 em Nova Iorque e Pensilvânia). Placas com os dizeres “I-84 Ends, I-86 to Boston” (sentido leste) e “I-86 Ends, I-84 to Hartford” (sentido oeste) foram colocadas onde a mudança ocorreu. A numeração das saídas na I-86 era a da predecessora da estrada, a Route 15, em uma sequência que começava na Hutchinson River Parkway de Nova Iorque. As saídas foram renumeradas para corresponder ao restante da I-84 em Connecticut quando a estrada foi redesignada em 1984. A atual I-384 e o atual desvio da US 6 perto de Willimantic, ambos parte do que era então a continuação planejada da I-84 para o leste, também foram numerados como I-84 antes de 1984, embora não tivessem nenhuma conexão direta com o restante da I-84 naquela época. (Os motoristas tinham de usar a Silver Lane em East Hartford para viajar entre os dois trechos da rodovia). Essas duas seções foram renumeradas como I-384 e US 6 quando a numeração da I-86 foi revertida para a I-84, com placas com os dizeres “I-84 is now I-384”, “I-84 is now US 6” e “I-86 is now I-84” sendo erguidas em seus respectivos segmentos.